# Altätskinn
Altätskinn (Peniophora erikssonii) är en svampart som beskrevs av Boidin 1957. Altätskinn ingår i släktet Peniophora och familjen Peniophoraceae.  Arten är reproducerande i Sverige. Inga underarter finns listade i Catalogue of Life.